# Girolamo Siciolante da Sermoneta
Girolamo Siciolante oder Sciolante da Sermoneta (* 1521 in Sermoneta; † 1575 in Rom) war ein italienischer Maler, der im Stil des Manierismus malte. Er war um die Mitte des 16. Jahrhunderts in Rom tätig.

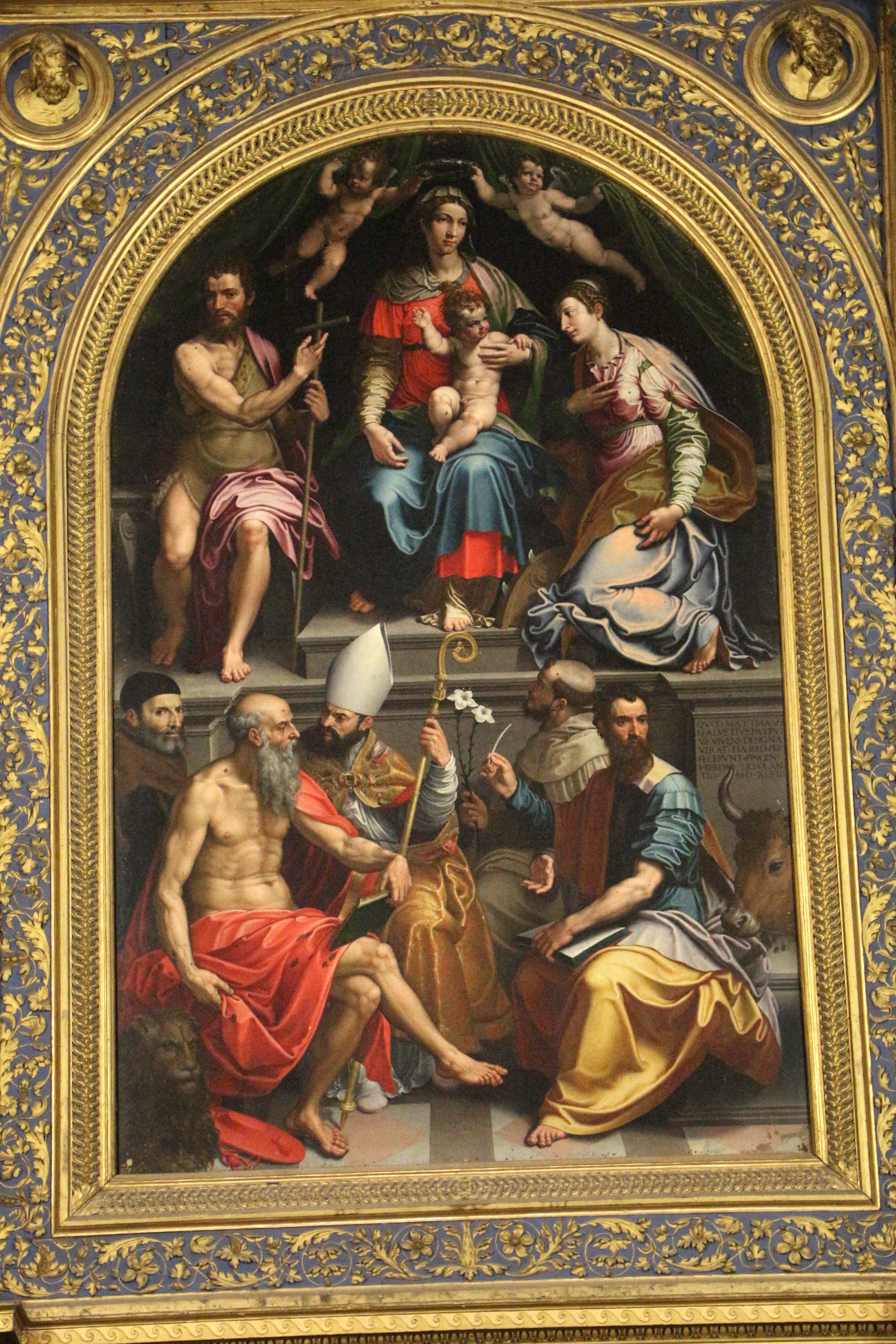
Madonna mit Kind, Heiligen und Auftraggeber Matteo Malvezzi, 1548, Basilika San Martino (Bologna)

## Leben
Er war ein Schüler von Leonardo da Pistoia. Sein erstes bekanntes Werk ist ein Altarbild für das Kloster Valvisciolo, heute aber im Castello Caetani in Sermoneta aufbewahrt wird. In Piacenza malte er die Heilige Familie mit dem Heiligen Michael (1545–1546). In Rom trat er in die Werkstatt von Perino del Vaga ein, mit dem er an der Dekoration des Farnese-Appartements in der Engelsburg mitwirkte. Im Jahr 1548 malte er die Madonna mit sechs Heiligen in der Basilika San Martino Maggiore in Bologna.
Zwischen 1548 und 1549 vollendete er mit Hilfe von Jacopino del Conte, im Stil Raffaels, die von Perin del Vaga in der inneren Kapelle der Kirche San Luigi dei Francesi begonnenen und unvollendeten Fresken, welche die Taufe von  Clodoveo und Remigio darstellen. In den 1560er Jahren malte er das Leben der Jungfrau in der Kirche von San Tommaso ai Cenci und eine Kreuzigung in der Basilika San Giovanni in Laterano in Rom.
Im Jahr 1563 arbeitete er an den Fresken in der Sala Regia im Vatikan mit, wo er eines seiner größten Meisterwerke, Die Schenkung des Frankenkönigs Pipin an die Kirche, hinterließ.
Noch in Rom malte er eine Verklärung für die Basilika Santa Maria in Ara Coeli, eine Geburt in der Kirche Santa Maria della Pace, eine Kreuzigung für die Kirche Santa Maria di Monserrato und 1568 das Martyrium der Heiligen Katharina in der Basilika Santa Maria Maggiore. In Ancona malte er eine Madonna mit Kind und Heiligen für die Kirche San Bartolomeo, die in der napoleonischen Zeit zerstört wurde und heute in der Pfarrkirche von Calcinate zu sehen ist.
Er malte eine Reihe von monumentalen Fresken im Palast von Cisterna di Latina, der im Zweiten Weltkrieg zerstört wurde. Zwischen 1554 und 1560 malte er das Fresko Der Tod des Adonis im Adoniszimmer im Palazzo Orsini in Monterotondo.
Im Jahr 1570 malte er die Standarte von Lepanto, die heute im Museo Diocesano del Parco dei Monti Aurunci in Gaeta zu sehen ist.

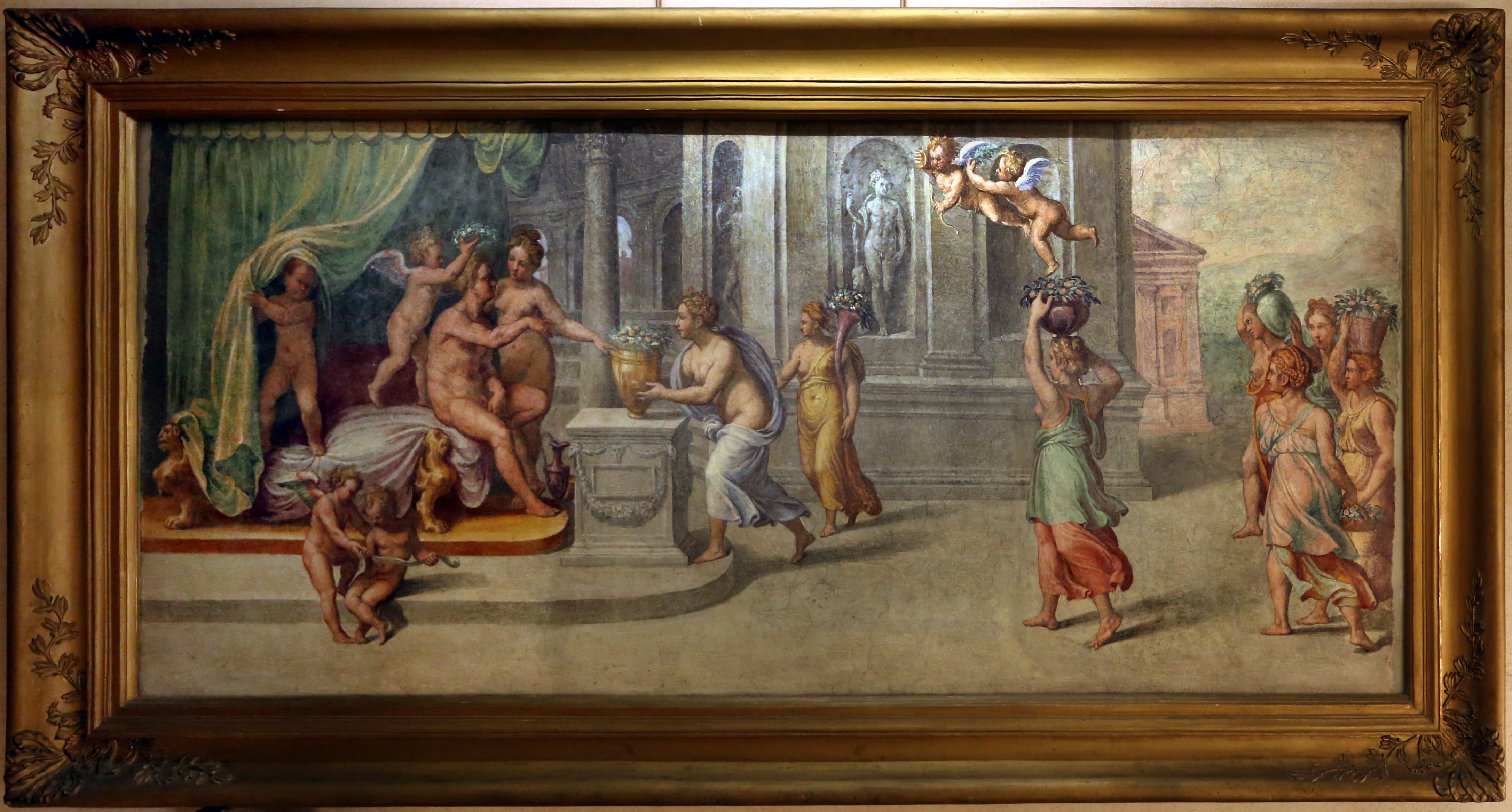
Angebot an Vertumno und Pomona, Galleria Borghese
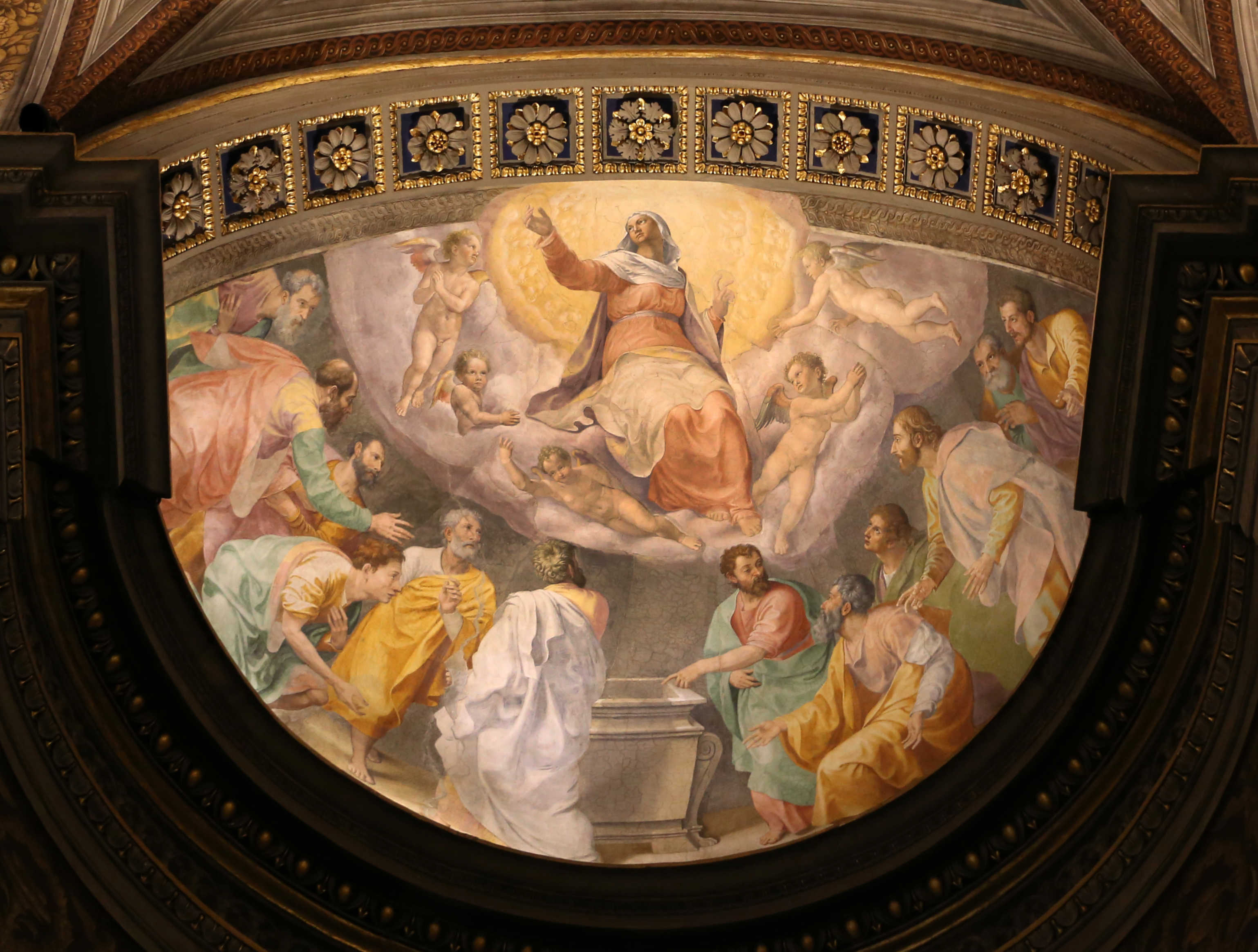
Geschichte der Jungfrau, Fugger-Kapelle in S. Maria dell’Anima
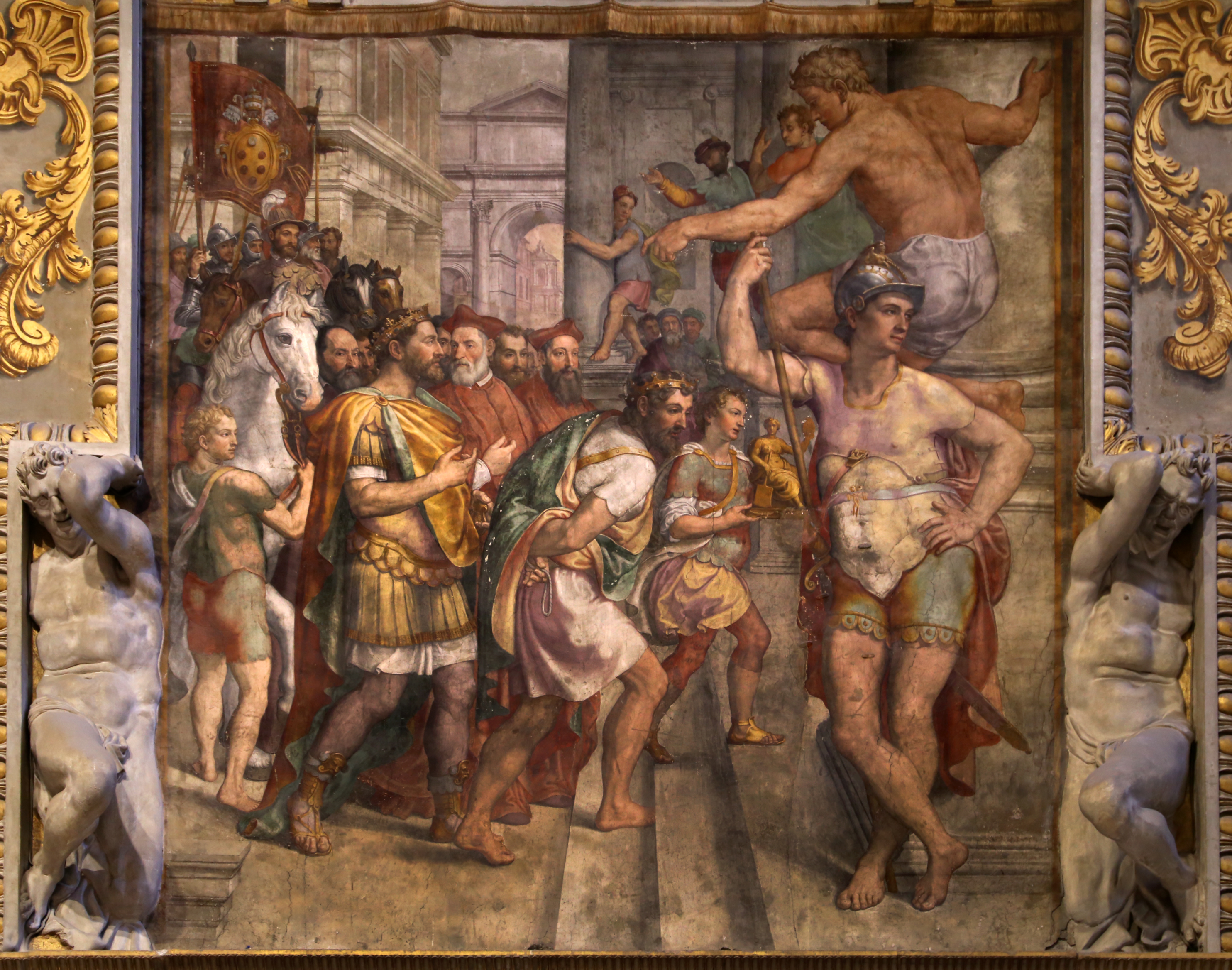
Die Schenkung des Frankenkönigs Pipin an die Kirche, Sala Regia in Vatikan
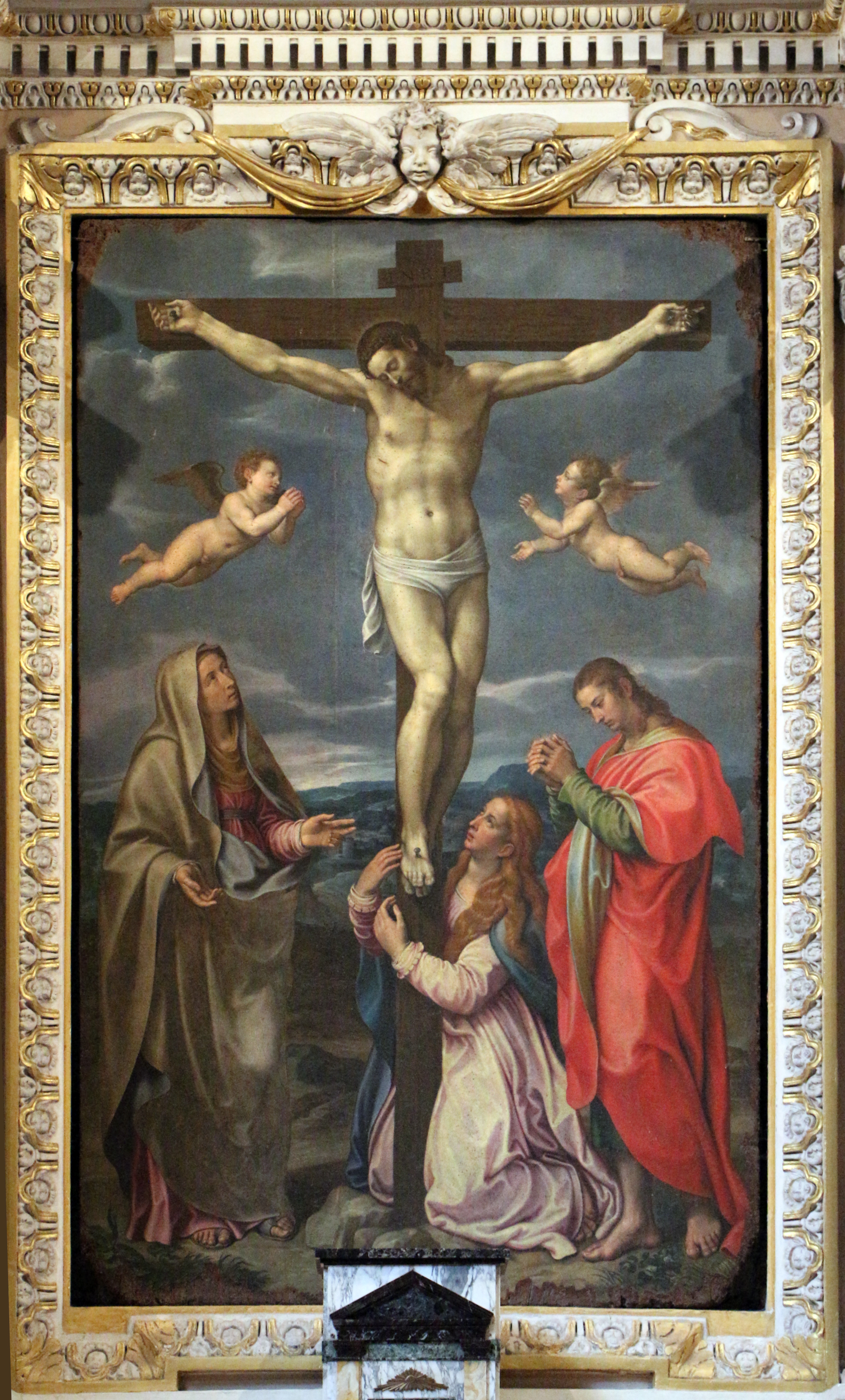
Kreuzigung mit dem Leidenden, San Giovanni in Laterano (Rom) – Massimo-Kapelle